# Le Tignet

Le Tignet este o comună în departamentul Alpes-Maritimes din sud-estul Franței. În 1 ianuarie 2022 avea o populație de 3.158 de locuitori.